# Alberto-di-Giussano-Klasse
Die Alberto-di-Giussano-Klasse war eine Klasse von vier Leichten Kreuzern der Königlich Italienischen Marine, die um 1930 gebaut wurden und im Zweiten Weltkrieg zum Einsatz kamen.

## Geschichte
Diese vier Schiffe bildeten den Anfang der sogenannten „Condottieri“-Klassen. Sie zeichneten sich durch ihre hohe Geschwindigkeit aus, die durch eine sträfliche Vernachlässigung der Panzerung erreicht werden konnte. Alle vier Schiffe dieser Klasse wurden durch britische Torpedos versenkt. Die folgenden vier Klassen (Cardorna-, Montecuccoli-, Duca-d’Aosta- und Duca-degli-Abruzzi-Klasse; jeweils zwei leichte Kreuzer) stellten bis 1937 vor allem im Bereich der Panzerung eine kontinuierliche Verbesserung der Giussano-Klasse dar. Die Höchstgeschwindigkeiten konnten durch verbesserte Antriebsanlagen gehalten werden, nur bei der Abruzzi-Klasse machte man für die zusätzliche Panzerung kleinere Zugeständnisse bei der Geschwindigkeit.

## Einheiten
| Name                      | Bauwerft                                          | Kiellegung       | Stapellauf        | Indienststellung | Verbleib |
| ------------------------- | ------------------------------------------------- | ---------------- | ----------------- | ---------------- | --- |
| Alberto di Giussano       | Ansaldo, Genua                                    | 29. März 1928    | 27. April 1930    | 5. Februar 1931  | Wurde am 13. Dezember 1941 vor Kap Bon (Tunesien) durch eine Gruppe britischer und niederländischer Zerstörer versenkt |
| Alberico da Barbiano      | Ansaldo, Genua                                    | 16. April 1928   | 23. August 1930   | 9. Juni 1931     | Wurde am 13. Dezember 1941 vor Kap Bon (Tunesien) durch eine Gruppe britischer und niederländischer Zerstörer versenkt |
| Bartolomeo Colleoni       | Ansaldo, Genua                                    | 21. Juni 1928    | 21. Dezember 1930 | 10. Februar 1932 | Wurde am 19. Juli 1940 während der Seeschlacht bei Kap Spada versenkt                                                  |
| Giovanni delle Bande Nere | Regio Cantiere di Castellammare di Stabia, Neapel | 31. Oktober 1928 | 27. April 1930    | 27. April 1931   | Wurde am 1. April 1942 vom britischen U-Boot Urge vor Stromboli versenkt                                               |

## Technische Beschreibung
Die Schiffe der Alberto di Giussano-Klasse waren 169,01 m lang, 15,5 m breit, hatte eine Standardverdrängung von 5.150 t und einen maximalen Tiefgang von 5,11 m. Sie verfügte über sechs Dampfkessel und zwei Getriebeturbinensätze, welche zwei Schrauben antrieben. Mit 95.000 PS erreichte sie 37 kn.

### Bewaffnung
Die Bewaffnung bestand aus acht 15,2-cm-Schnelladekanonen L/53 in vier Doppeltürmen und sechs 10-cm L/47 Geschütze ebenfalls in Doppeltürmen. Zudem verfügte sie über acht 3,7-cm-L/54-Fla-Geschütze Modell 1932 und acht 13,2-mm-L/75,7-Fla-Maschinengewehre Modell 1931. Des Weiteren verfügte sie über vier Torpedorohre mit 53,3 cm Durchmesser.

### Panzerung
Zugunsten einer höheren Geschwindigkeit wurde auf eine ausreichende Panzerung verzichtet. Die Alberto di Giussano hatte lediglich eine Gürtelpanzerung von 24 mm und ein Panzerdeck von 20 mm Stärke. Zudem waren die Türme mit 23 mm Panzerung und der Kommandostand mit 40 mm geschützt.